# The Dream of the Rood
The Dream of the Rood è un componimento poetico di 156 versi in antico inglese, di tema religioso, presente nel Libro di Vercelli, risalente a un periodo tra la fine del VIII e l'inizio del IX secolo. Tradizionalmente attribuito a Cynewulf, non è possibile stabilire con certezza assoluta chi sia il suo autore.
Il tema della Santa Croce è uno degli elementi che ha giocato a favore dell'attribuzione dell'opera a Cynewulf, poiché mostra un forte interesse per questo oggetto-simbolo sacro e la sua storia nei secoli, tanto da dedicargli anche un altro poema, firmato di suo pugno nel Libro di Vercelli, Elene, che  racconta del ritrovamento della Santa Croce da parte della madre dell'Imperatore Costantino I.
L'edizione originale più autorevole è quella di Albert Cook, The Dream of The Rood, Oxford 1905.

## Poema-sogno
The Dream of the Rood è il primo poema-sogno della tradizione poetica volgare inglese, un genere che prolificò poi durante il Medioevo inglese. Si tratta della  narrazione di un sogno fatto dall'autore, in cui si trova al cospetto della Santa Croce, sulla quale venne crocefisso Gesù.
Il poemetto ha una struttura a due voci che parlano in prima persona, quella dell'autore fa da cornice (introducendo e commentando con una chiusa di ordine morale) a quella della Croce stessa, che narra le sue vicende attraverso il tempo, privilegiando i particolari dei momenti passati insieme a Gesù, dalla crocifissione alla risurrezione.
Elementi appartenenti al genere del poema-sogno sono la personificazione di un oggetto sacro, l'aspetto immaginifico della Croce, (v.4) "albero meraviglioso", "segnacolo cangiante" (v.21), descritto come capace di "ergersi nell'aria" (v.5) e di "mutare di veste e di colore" (v.21), "ricoperto d'oro" (v. 7), "intriso di umore" (v.22), "ornato di tesori" (v. 23) e la partecipazione emotiva che le parole commosse della Croce inducono nel lettore, attraverso la cronaca dettagliata dei momenti più crudi e sanguinosi della Passione di Gesù (vv 70-72 "Ma noi, stillanti sangue, per lungo tempo/ restammo sul posto, dopo che si era perduta la voce/ dei guerrieri. Il cadavere si freddò"), e la descrizione dei suoi stati d'animo: la Croce parla come una compagna di Passione, patisce insieme con Gesù, (v. 42) "tremai allorché l'Eroe mi abbracciò", v.48 "ci coprirono ambedue assieme di contumelie", un espediente che moltiplica gli effetti di identificazione e partecipazione del lettore.
L'autore invita a credere al suo sogno e seguire la via retta di pentimento e purificazione dai peccati, alla chiusa dell'opera appare fortemente provato da questa esperienza e ne rende testimonianza come di un'esperienza universale che deve passare di bocca in bocca.

## Caratteristiche formali
Si tratta di un'opera scritta in metro allitterativo, caratteristico della poesia anglo-sassone delle origini. Si nota un uso più maturo della retorica, proprio nell'applicazione del verso allitterativo, e nell'uso della metafora, della similitudine e nella modulazione più sapiente, rispetto al passato, dei toni e dello stile, che appaiono più ricchi in varietà.
Il vocabolario eroico, trasposizione molto in voga nella scrittura religiosa anglosassone, è per l'autore di The Dream of the Rood un espediente esteriore e convenzionale, che è utile a calare il lettore nel tema che gli sta a cuore, e che viene sviluppato con delicatezza, semplicità e nello stesso tempo vigore nei momenti in cui è la Gloria divina a mostrarsi in tutta la sua potenza.
Si tratta di un notevole esempio di poesia lirica religiosa.